# The Journal of Heart and Lung Transplantation
Das Journal of Heart and Lung Transplantation, abgekürzt J. Heart Lung Transplant., ist eine wissenschaftliche Fachzeitschrift, die vom Elsevier-Verlag veröffentlicht wird. Die Zeitschrift ist ein offizielles Publikationsorgan der International Society for Heart and Lung Transplantation. Sie wurde 1981 unter dem Namen Heart Transplantation gegründet, im Jahr 1984 in The Journal of Heart Transplantation umbenannt und erhielt 1991 den derzeit gültigen Namen. Die Zeitschrift erscheint mit zwölf Ausgaben im Jahr. Es werden Arbeiten veröffentlicht, die sich mit der Transplantation von Herz und Lunge beschäftigen.
Der Impact Factor lag im Jahr 2017 bei 7,955.